# Schweizerdalen, Kungsbacka kommun
Schweizerdalen är en småort i Fjärås socken i Kungsbacka kommun i Hallands län. 